# Ken Saro-Wiwa
Kenule Beeson "Ken" Saro-Wiwa, född 10 oktober 1941 i Bori i Rivers, död 10 november 1995 i Port Harcourt, var en nigeriansk författare och politisk aktivist. Han tillhörde den etniska minoriteten ogonifolket, och ledde Rörelsen för ogonis överlevnad mot den exploatering som företogs av oljejättar som Shell.

## Karriär
Ken var son till hövdingen Jim Wiwa, och växte upp i ett polygamt hem som var medlem av anglikanska kyrkan. Han studerade vid universitetet i Ibadan, och undervisade därefter vid universitetet i Lagos. Snart blev han anställd vid regeringen, och hade därför viss myndighet då han kämpade för biafrafolket under inbördeskriget i Nigeria. I sitt författarskap behandlar han övergrepp och korruption under inbördeskriget; särskilt Sozaboy: A Novel in Rotten English har blivit berömd, men även hans utgivna dagböcker.
1970 fick han tjänst vid utbildningsdepartementet, men avskedades 1973 för sitt stöd för ogoniskt självstyre. Han ägnade sig därefter åt affärer och författande, men 1987 utsåg diktatorn Ibrahim Babangida honom till att bistå regeringen i att återinföra demokratin. Ken tog emellertid strax avsked, eftersom han inte kunde ställa upp på landets politik.

## Aktivism
1990 började Ken engagera sig för ogonifolket, som sökte självstyre, och 1993 fängslades han utan rättegång för sitt engagemang. Han hade då deltagit i bildandet av Rörelsen för ogonis överlevnad som författat en rättighetsförklaring, som bland annat krävde ekonomisk kompensation för oljefyndigheterna i deras region. Han frisläpptes efter några månader, men fängslades igen 1994, anklagad för mord på ogonifolkets äldre. Han dömdes till döden av en specialtribunal. Trots massiv uppmärksamhet från omvärlden hängdes han den 10 november 1995 i Port Harcourt, tillsammans med åtta andra medlemmar av Rörelsen för ogonis överlevnad. Händelsen ledde till globala protester och ekonomiska sanktioner mot Nigeria.
"Han var ... fri i sin kritikk av militærdiktaturet, som [Sami] Abacha overtok i november 1993".
Hans son, journalisten Ken Wiwa, har utkommit med en biografi över sin far, In the Shadow of a Saint, och den kanadensiske författaren J. Timothy Hunt utkom 2005 med The Politics of Bones om Ken Saro-Wiwas och hans broders kamp för ogoni.
År 2025 benådades Ken Saro-Wiwa postumt av Nigerias regering.

## Utmärkelser
- 1994 - Right Livelihood Award
- 1995 - Goldman Environmental Prize